# Australie aux Jeux olympiques d'hiver de 1980
L'équipe olympique d'Australie a participé aux Jeux olympiques d'hiver de 1980 à Lake Placid aux États-Unis. Elle prit part aux Jeux olympiques d'hiver pour la neuvième fois de son histoire et son équipe formée de neuf athlètes ne remporta pas de médaille.